# Paradise: Love
Paradise: Love (en alemany: Paradies: Liebe) és una pel·lícula dramàtica de 2012 dirigida per Ulrich Seidl. Explica la història d'una dona blanca de 50 anys que viatja a Kenya com a turista sexual. El projecte és una producció austríaca amb coproductors a Alemanya i França. És la primera entrega de la Trilogia Paradise de Seidl, un projecte concebut per primera vegada com una pel·lícula amb tres històries paral·leles.
Paradise: Love va competir al Festival de Cannes 2012. Posteriorment, es va projectar a festivals com el Festival Internacional de Cinema de Toronto, el Festival de Cinema de Maryland i el Festival Internacional de Cinema de Nova Zelanda.

## Argument
Teresa, una austríaca de 50 anys, està de vacances en un complex de platja de Kenya. Amb l'encoratjament d'altres dones de mitjana edat al complex, es troba amb homes més joves i té sexe amb ells. Al mateix temps, es preocupa si realment la consideren atractiva, i sovint expressa preocupació per la seva edat, pes i aspecte. Encara que els homes li professen amor, alguns des del primer moment que la veuen, al principi ella desconfia. Els homes persisteixen, cridant-la "Schatz" (tresor) i "amor", però finalment li estan demanant constantment diners. La importància d'aquestes turistes "sugar mama" es fa evident quan les dones abandonen l'estació i són constantment sol·licitades i abordades per grups d'homes que professen el seu amor en alemany i anglès.
La Teresa construeix una breu relació amb un home anomenat Munga, que té relacions sexuals amb ella i la presenta a una dona que diu que és la seva germana. Junts, convencen la Teresa perquè els doni diversos milers de xílings (centenars d'euros) pels seus familiars a l'hospital i pel seu nadó al·legant que el seu pare la va abandonar. Al llarg d'unes quantes escenes, Munga i els seus familiars aconsegueixen pressionar-la perquè doni més i més diners fins que la seva cartera queda literalment buida. Queda clar que ell està interessat completament en els seus diners, però al mateix temps, ella l'objectiva sexualment fent-li fotos nu mentre dorm. Finalment, perd el contacte amb ell i torna al seu hotel, després el troba al mar amb la dona que deia que era la seva germana. S'adona que la dona és en realitat la seva dona i s'enfronta a ell, estirant-li els cabells i donant-li una bufetada.
Llavors Teresa coneix un altre home a la platja i comença una altra relació sexual, que acaba bruscament quan ell també li demana diners.
La Teresa intenta diverses vegades tornar a trucar a la seva filla a Àustria, però és constantment incapaç de contactar-hi. Deixa missatges per recordar que li agradaria rebre una trucada el dia del seu aniversari, però mai aconsegueix posar-se en contacte. Les amigues de la Teresa contracten un stripper per al seu aniversari, que balla nu per a elles. Acaben decebudes, però perquè no aconsegueixen que el stripper s'exciti sexualment, malgrat estar ballant amb ell, treure-li la roba i tocar-lo per tot arreu.
Més tard, Teresa convida el cambrer del complex hoteler a la seva habitació i li indica que la besi a diverses parts del cos, cosa que ell fa. Quan ella li diu que li besin la zona genital, però, ell s'hi nega. Llavors Teresa s'enfada, expulsa el cambrer de la seva habitació, li diu que surti i ella es posa a plorar sola al llit.

## Repartiment
- Margarethe Tiesel com a Teresa
- Peter Kazungu com a Munga
- Inge Maux com a amiga de Teresa
- Dunja Sowinetz
- Helen Brugat
- Gabriel Mwarua
- Josphat Hamisi
- Carlos Mkutano

## Producció

### Desenvolupament
L'origen de la pel·lícula va ser un guió que Ulrich Seidl va escriure amb la seva dona Veronika Franz, que consta de sis històries sobre occidentals que viatgen als països en desenvolupament com a turistes. El turisme sexual es va convertir en un motiu recurrent al guió. Aleshores, el projecte es va reelaborar per centrar-se més en una sola família, i en aquesta encarnació se suposava que era un llargmetratge de 130 minuts amb el títol Paradís, que constava de tres històries paral·leles, cadascuna centrada en un membre de la família: dues germanes adultes i una filla: buscant experiències paradisíaques.
La història que es va convertir en Paradise: Loveva ser la més elaborada de les tres. Seidl es va plantejar situar-lo en altres parts del món on el turisme sexual femení és comú, però va triar Kenya i Àfrica, en part perquè la història colonial afegiria una altra capa a la pel·lícula. L'equip va viatjar a Kenya durant dos anys buscant les ubicacions adequades. El càsting de l'actriu principal va trigar un any abans que Margarethe Tiesel guanyés el paper. El repartiment és una barreja de professionals i actors novells; els "Beach Boys" eren locals trobats a les platges de Kenya.
La pel·lícula va ser produïda a través de la companyia austríaca del director Ulrich Seidl Film, amb l'alemanya Tat Film i la francesa Société Parisienne com a coproductores. Un altre suport a la coproducció va venir de les emissores ORF, Arte i Degeto. El projecte va rebre finançament de l'Institut de Cinema Austríac, Filmfonds Wien, Land Niederösterreich, Eurimages, el Centre Nacional de Cinematografia de França i Medien- und Filmgesellschaft Baden-Württemberg.

### Rodatge
La fotografia principal de tot el projecte en tres parts va tenir lloc entre el 22 d'octubre de 2009 i el 14 de setembre de 2010 a Kenya i Viena. Tot es va rodar in situ, de manera que es poguessin captar fets reals juntament amb el contingut fictici. El guió incloïa instruccions sobre quina informació contindria cada escena, però sense línies de guió, i es reelaborava constantment durant el rodatge. Les escenes es van rodar cronològicament per fer possibles girs inesperats i deixar obert el final. Com que Seidl tenia dificultats per triar un dels dos candidats finals per al protagonisme masculí, va decidir començar a filmar amb tots dos i va canviar la història segons com es desenvolupés. Al guió, el personatge principal havia estat un turista sexual experimentat, però quan Seidl va veure interactuar els actors, va decidir reescriure-ho com a primera vegada a Kenya, ja que així semblaria més creïble.

### Postproducció
L'edició de tot el projecte va durar un any i mig. Seidl va passar per molts retalls de les quals va pensar que diverses eren bones pel·lícules, però es va adonar que fos el que passaria, acabaria en cinc hores i mitja de durada. També va pensar que les tres històries diferents es debilitaven mútuament, en lloc de fer-se més interessants. Aleshores es va decidir dividir el projecte en tres pel·lícules separades i estrenar-les com una trilogia.

## Alliberament
Paradise: Love es va estrenar el 18 de maig de 2012 en competició al 65è Festival de Cannes. Les altres entregues de la trilogia, Paradise: Faith i Paradise: Hope, estaaven previstes per aparèixer als propers festivals de cinema.

### Resposta crítica
Allan Hunter de Screen International va escriure: "L'amor s'adhereix als mètodes [de Seidl] de treballar sense un guió tradicional i desenvolupar escenes individuals a partir d'una planificació detallada i la interacció d'actors professionals i no professionals. A Love, això es tradueix en moments naturalistes memorables i molt convincents, ja que Teresa parla dels seus desitjos i vulnerabilitat amb un turista sexual rialler o s'enfronta amargament a la realitat d'un país on l'amor és una transacció més que una resposta genuïna del cor. També crea una pel·lícula divagar i massa llarga que no s'enganxa prou per a superar la predictibilitat de la història." Leslie Felperin va escriure a Variety⁣: "Paradise: Love de Seidl no és la primera pel·lícula que explora el món de les dones riques i els joves sementals que les donen servei; ni tan sols és el primer que ho fa en un context de turisme sexual, després d'haver estat colpejat, com s'havia vist anteriorment amb Heading South l'any 2006. Però segur que és l'exemple més brut. ... Repulsiu i sublimment bell, possiblement celebrador i condemnador dels seus personatges, és horrible i magistral alhora, Salo amb cremades solars." També Screen International i The Hollywood Reporter van comparar la pel·lícula amb Heading South a les seves ressenyes.